# Justine Ghekiere
Justine Ghekiere (* 14. Mai 1996 in Izegem) ist eine belgische Radrennfahrerin.

## Sportlicher Werdegang
Ghekiere fuhr als Jugendliche und während ihres Studiums nur zum Spaß Fahrrad, neben vielen anderen sportlichen Aktivitäten. Während der Corona-Pandemie 2020 konnte sie ihrer Arbeit in einem Fitnessstudio nicht nachgehen und hielt sich auf Zwift fit. Als sie einen Wettkampf gewann, bei dem innerhalb einer Woche möglichst viele virtuelle Kilometer zurückzulegen waren, wurde sie disqualifiziert, weil ihre Leistungen für eine unbekannte Fahrerin zu gut erschienen. Nachdem sie Zwift ihre Daten übermittelt hatte, glaubte man ihr jedoch, und sie erhielt als Entschädigung eine professionelle Leistungsdiagnostik bezahlt. Auf Basis der guten Ergebnisse wurde sie zunächst in die Nachwuchsmannschaft Lotto Cycling Talent aufgenommen und fuhr 2021 für das belgische Team Bingoal Casino-Chevalmeire.
Ghekieres erster professioneller Einsatz kam im März 2021 bei Le Samyn des Dames, nur wenige Wochen später fuhr sie mit der Flandern-Rundfahrt ein Rennen der UCI Women’s WorldTour. In der Anfangszeit bereitete ihr vor allem das Fahren im Peloton Schwierigkeiten. Am Ende der Saison war sie bei zwei Etappen der Tour de l’Ardèche erstmals unter den ersten Zehn.
2022 fuhr Ghekiere für Plantur-Pura und hatte mit dem Gewinn der Bergwertung in der Thüringen-Rundfahrt ihren ersten Achtungserfolg. Im September stand sie beim Grand Prix de Wallonie vor ihrem ersten Sieg, verlor jedoch auf der Zielgeraden den Halt im Klickpedal und musste Julie De Wilde an sich vorbeilassen. In diesem Jahr wurde sie erstmals in die Nationalmannschaft berufen und fuhr die Welt- und Europameisterschaften.
2023 wechselte Ghekiere zu AG Insurance-Soudal Quick-Step. In ihrem ersten Rennen für dieses Team, der Setmana Ciclista Valenciana, wurde sie im Sprint der Schlussetappe knapp geschlagen, gewann aber die Gesamtwertung und dazu die Bergwertung. Im Sommer des Jahres fuhr sie den Giro Donne und die Tour de France Femmes.
2024 konnte Ghekiere bei der Katalonien-Rundfahrt erneut das Bergklassement eines Etappenrennens gewinnen, beim Giro Donne 2024 gelang ihr dies erstmals auf WorldTour-Niveau. Mit einem dritten Platz bei den belgischen Meisterschaften erreichte sie die Nominierung für das olympische Straßenrennen 2024. In der anschließenden Tour de France Femmes 2024 gewann sie im Alleingang aus einer Ausreißergruppe heraus die Bergankunft der siebten Etappe und damit auch die Bergwertung dieser Rundfahrt. Bei den Straßenradsport-Weltmeisterschaften 2024 in Zürich fuhr sie bis kurz vor Schluss in der Spitzengruppe und kam auf den siebten Platz.

## Erfolge
2022
Bergwertung Thüringen Ladies Tour
2023
Gesamt- und Bergwertung Setmana Ciclista Valenciana
2024
Bergwertung Volta Ciclista a Catalunya Femenina
 Bergwertung Giro Donne
eine Etappe und  Bergwertung Tour de France Femmes
2025
eine Etappe und Bergwertung Tour of Norway
 Belgische Meisterin – Straßenrennen